# Methylcelulóza
Methylcelulóza (též metylcelulóza) je organická polymerní sloučenina odvození od celulózy. V čisté formě je to hydrofilní bílý prášek. Rozpouští se ve studené (ale nikoli v horké) vodě a tvoří čirý viskózní roztok nebo gel. Prodává se pod řadou různých obchodních značek a používá se jako zahušťovadlo a emulgátor v různých výrobcích potravinářského a kosmetického průmyslu, též pro léčbu zácpy. Stejně jako celulóza je nestravitelná, netoxická a nealergenní.

## Chemické vlastnosti
Methylcelulóza je chemicky methylether celulózy, kdy je jsou atomy vodíku některých hydroxylových skupin (-OH) celulózy substituovány methylovými skupinami CH3 a tvoří skupiny -OCH3.
Podle počtu nahrazených hydroxylových skupin lze připravit různé druhy methylcelulózy. Celulóza je polymer sestávající z mnoha propojených molekul glukózy, kde každá z nich obsahuje tři hydroxylové skupiny. Stupeň substituce (DS) dané formy methylcelulózy je definován jako průměrný počet substituovaných hydroxylových skupin. Teoretické maximum DS je proto 3,0, ovšem typičtější hodnoty jsou 1,3 - 2,6. Různé formy methylcelulózy se mohou lišit také průměrnou délkou polymerních řetězců.
Methylcelulóza se nevyskytuje přirozeně, vyrábí se synteticky zahříváním celulózy se zásaditým roztokem (např. hydroxidu sodného) a působením methylchloridu.

## Rozpustnost a teplota
Methylcelulóza se rozpouští ve studené vodě. Vyšší hodnoty DS znamenají menší rozpustnost, protože jsou potlačeny polární hydroxylové skupiny. Látka se nerozpouští v horké vodě, což má paradoxní efekt - zahřívání nasyceného roztoku methylcelulózy ho převede na pevnou látku, protože se methylcelulóza vysráží. Teplota, při které k tomu dojde, závisí na hodnotě DS, nižší hodnoty DS znamenají nižší teplotu vysrážení.
Příprava roztoku methylcelulózy ve studené vodě je však obtížná - přijde-li prášek do styku s vodou, vznikají slepence, které uvnitř zůstávají suché. Lepší cestou je nejdřív smíchat prášek s horkou vodou, takže jsou částice methylcelulózy dobře rozptýleny ve vodě, a pak tuto suspenzi za stálého míchání ochlazovat, přičemž se částice rozpouštějí.

## Použití
Methylcelulóza má extrémně širokou škálu použití, zde jsou některá z nich.

### Diferenciace buněk
Methylcelulóza se používá v nejobvyklejší metodě kvantifikace hematopoetických progenitorů, nazývaných koloniformí buňky (CFC) nebo koloniformní jednotky (CFU), v kombinaci s kultivačními doplňky, které podporují jejich bujení a diferenciaci a umožňují klonům jediné progenitorní buňky zůstat pohromadě a vytvořit kolonii většího počtu zralých buněk. Jedním z médií založených na methylcelulóze je MethoCult.

### Vědecky pokročilé vaření
Methylceluóza má jako gel unikátní vlastnosti, protože za horka tuhne a za studena taje. Tato technika je nyní vyvíjena na University of Nottingham.

### Zahušťovadlo a emulgátor
Methylcelulóza se často přidává do šamponů, past na zuby a tekutých mýdel, aby jim dodala charakteristickou viskózní konzistenci. Totéž se využívá i v potravinách, například zmrzlině nebo kroketách. Methylcelulóza je také významným emulgátorem, brání separaci dvou smíšených kapalin. Pro použití v potravinářství má označení E461.

### Léčba zácpy
Při požití se methylcelulóza nevstřebává v trávicím traktu, nýbrž prochází nezměněna. Ve střevě pohlcuje velká množství vody a tvoří měkčí a masivnější stolici. Používá se při léčbě zácpy, divertikulózy a syndromu dráždivého tračníku. Měla by se podávat s dostatečným množstvím tekutin, aby se předešlo dehydrataci.
Protože methylcelulóza pohlcuje vodu a potenciálně toxické látky a zvyšuje viskozitu, lze ji použít i k léčbě průjmu.
Dobře známým léčivem s methylcelulózou je Citrucel firmy GlaxoSmithKline, ale jsou široce dostupná i různá generika.

### Lubrikant
Methylcelulóza se používá jako osobní lubrikant s variabilní viskozitou; je například hlavní složkou v přípravku K-Y Jelly.

### Umělé slzy a sliny
Roztoky obsahující methylcelulózu nebo podobné deriváty celulózy (viz níže) se používají jako substitut pro slzy nebo sliny, je-li narušena přirozená produkce těchto tekutin.

### Inhibitor motility bakterií
Vodné roztoky methylcelulózy se používají pro zpomalení motility bakterií k jejich bližšímu zkoumání. Změnou množství methylcelulózy v roztoku lze měnit jeho viskozitu.

### Šlichtování papíru a textilu
Methylcelulóza se používá ke šlichtování při výrobě papíru a textilu. Chrání vlákna proti pohlcování vody nebo oleje.

### Lepidla a pojiva
Methylcelulózu lze použít jako slabé lepidlo, které lze smýt vodou. Lze ho využít například k fixaci jemných uměleckých děl. Methylcelulóza je také hlavní složkou mnoha lepidel na tapety.
Další oblastí použití je jako pojivo v pastelech a v léčivých přípravcích.
Methylcelulóza se používá také při konzervaci knih, a to uvolňování a odstraňování starého lepidla ze hřbetů a desek knih.